# Barucco Consort auf Originalinstrumenten
Das Barucco Consort auf Originalinstrumenten ist ein österreichisches Orchester, das seine Konzerte in historisch informierter Aufführungspraxis präsentiert.
Das Orchester wurde 2002 von dem Oboisten Andreas Helm und dem Chorleiter Heinz Ferlesch gegründet, der nach wie vor sein künstlerischer Leiter ist. Das Orchester hat das Ziel, sich dem Klangcharakter der Musik des 17. und 18. Jahrhunderts anzunähern. Barucco hat kein festes Haus, sondern gastiert u. a. in folgenden Institutionen:
- Brucknerhaus Linz
- Festspiele Europäische Wochen Passau
- Festspielhaus St. Pölten
- Händel-Festspiele Halle (Saale)
- Internationale Barocktage im Stift Melk
- Theater an der Wien
- Tiroler Festspiele Erl
- Wiener Konzerthaus

Das Ensemble führte zahlreiche oratorische Werke auf, darunter auch mit dem Chor Ad Libitum und der Wiener Singakademie.

## Tonträger mit Barucco
- Henry Purcell/Helmut Jasbar: The King Arthur Seance – On Henry Purcell’s Shoulders – Karl Markovics (Sprecher). Maria Erlacher, Ursula Langmayr (Sopran), Markus Forster (Altus), Daniel Johannsen (Tenor), Matthias Helm (Bass), Wiener Singakademie Kammerchor, Barucco – Dirigent: Heinz Ferlesch; ORF-CD3182
- Georg Friedrich Händel: Solomon – Cornelia Horak (Sopran), Andrea Lauren Brown (Sopran), Rupert Enticknap (Countertenor), Michael Feyfar (Tenor), Martin Hensel (Bass),  Chor Ad Libitum, Barucco – Dirigent: Heinz Ferlesch
- Georg Friedrich Händel: Alexander’s Feast – Andrea Lauren Brown (Sopran), Markus Brutscher (Tenor), Günter Haumer (Bass), Wiener Singakademie Barucco – Dirigent: Heinz Ferlesch; Label: ORF Alte Musik[1]
- Georg Friedrich Händel: Judas Maccabaeus – Cornelia Horak (Sopran), Hermine Haselböck (Mezzosopran), Thomas Künne (Altus), Daniel Johannsen (Tenor) Klemens Sander (Bass) Wiener Singakademie, Altenburger Sängerknaben, Barucco – Dirigent: Heinz Ferlesch, Label: ORF-CD478
- Georg Friedrich Händel: Israel in Egypt – Cornelia Horak (Sopran), Katerina Beranova (Sopran), Markus Forster (Altus), Daniel Johannsen (Tenor), Josef Wagner (Bass) Klemens Sander (Bass), Wiener Singakademie, Barucco – Dirigent: Heinz Ferlesch;  ORF Edition Alte Musik CS 270